# Guy de Rougemont
Pour les articles homonymes, voir Rougemont.

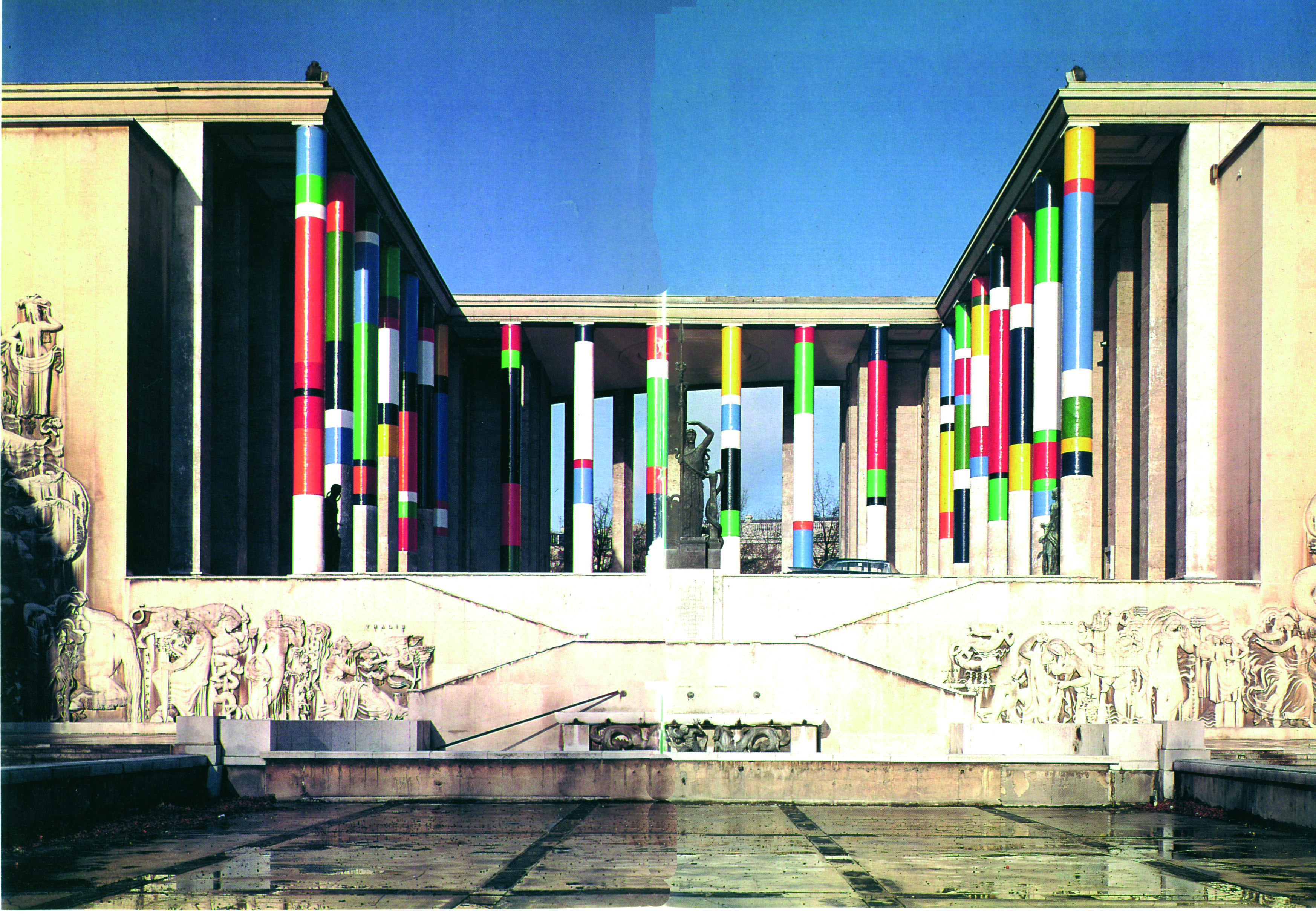
La mise en couleur d'un musée, 1974, Musée d'Art Moderne de la Ville de Paris

Guy du Temple de Rougemont, dit Guy de Rougemont, né le 23 avril 1935 à Paris et mort le 19 août 2021 à Montpellier,, est un peintre, aquarelliste, dessinateur et sculpteur français, ayant passé une grande partie de sa vie entre Paris et Marsillargues, dans le sud de la France.
Artiste pluridisciplinaire, il cherche à supprimer la frontière entre les arts, notamment entre sculpture et peinture, et intervient dans des lieux du quotidien, sur les places et dans les rues, tout en créant des objets et du mobilier. Parmi ses oeuvres célèbres, figurent sa Cloud table [Table Nuage] (1970) dessinée pour le décorateur Henri Samuel (1904-1996), sa Mise en couleurs d'un musée (1974), intervention artistique temporaire durant laquelle il recouvre de bandes de PVC coloré les colonnes du Musée d'art Moderne de la Ville de Paris, ainsi que son Environnement pour une autoroute, où il installe des sculptures urbaines sur 30 km le long de l'autoroute A4 tronçon La Veuve-Sainte Ménéhould, France (1977).
Membre de l'Académie des beaux-arts, il était le fils du général Jean-Louis du Temple de Rougemont (1910–1990).

## Biographie

### Enfance et famille
Guy du Temple de Rougemont est né le 23 avril 1935 à Paris. Son père, Jean-Louis du Temple de Rougemont (1910-1990) était officier de cavalerie. Sa mère, Louise Marie Cécile Lejeune (1913-2002), est la descendante par son père, du Général Baron Lejeune (1775-1848), peintre de batailles. Par sa mère, Marguerite Murat (1886-1956), elle est la descendante de Caroline Murat (1782-1839), sœur de Napoléon 1er. Guy de Rougemont est l’ainé de cinq enfants. Son frère, François de Rougemont, est ingénieur civil, diplômé de la Harvard Business School. Sa soeur, Cécile Marie Edith du Temple de Rougemont (1936-2000), duchesse de Lorges, a été l'élève d’André Chastel (1912-1990) à l’Institut d’Histoire de l’Art et lui permit de découvrir Florence, guidé par l’illustre historien de l’art en personne. Sa seconde sœur, Laure, princesse de Beauvau Craon (1943-2017), a été présidente de la Maison Sotheby’s en France. Enfin, sa sœur cadette, Anne de Rougemont, a été l’assistante d’Aimé Maeght, puis attachée à l’I.C.O.M, et membre de l’Association des Amis du Musée Georges Pompidou, avant d’être l’assistante de Madame David-Weill, Présidente de l’Union des Arts Décoratifs, union elle-même créée par Monsieur Taigny, arrière-grand-père de Madame Louise Lejeune, mère de l’artiste.

### Jeunesse et formation
Guy de Rougemont a été très tôt confronté à l’art car sa grand-mère paternelle américaine l'a très tôt initié à l'aquarelle. Après la Seconde guerre mondiale, Jean-Louis du Temple de Rougemont est nommé attaché militaire adjoint en Grande-Bretagne. Guy de Rougemont y passe ses vacances, ce qui lui permet de visiter les musées londoniens. Il vit cinq ans en pension en Normandie, à l’école des Roches Normandie. En 1957, son père est nommé au Pentagone dans le cadre du Pacte Atlantique. Toute la famille s'installe donc pendant un an à Washington où Guy de Rougemont suit les cours d’une école américaine et expose sa première aquarelle. Sa scolarité s'achève au Cours Bergson à Paris. En 1953, il prépare l’École Nationale Supérieure des Arts Décoratifs (ENSAD), dans l’atelier du peintre Bernard Cathelin (1919-2004), rue de la Grande Chaumière. Il est admis aux Arts-Déco à Paris le 24 mai 1954 et étudie la peinture durant sa formation — notamment dans l'atelier de Marcel Gromaire — et participe rapidement à ses premières expositions, d'abord à l'étranger. En 1962, il présente son travail pictural à la d’Arcy Galleries de New Yor, puis à la galerie Ateneo Mercantil de Valence en 1964. Il séjourne de 1962 à 1964 à la Casa de Velázquez de Madrid, après avoir obtenu une bourse d'État, où il se lie d'amitié avec Jean Canavaggio. Il participe à la Biennale de Paris de 1965 et au Salon de mai de 1966 sur invitation du peintre Jean Messagier. Il passe l’année 1965 à New York, chez ses amis Jean et Irène Amic, où il rencontre les jeunes artistes de la scène new yorkaise tels qu'Andy Warhol, Robert Indiana ou Frank Stella. Il s’ouvre à la peinture acrylique grand format, mesure la force des formes simplifiées, épurées et de la puissance de la couleur en aplat. Son œuvre est souvent assimilée aux courants du Pop art et du Minimalisme dont il s’inspire des formes sans pour autant s’en revendiquer. Arnaud d’Hauterives, secrétaire perpétuel de l’Institut de France, évoque ce voyage fondateur lors de la réception de Guy de Rougemont sous la coupole, quelques décennies plus tard : « Ce séjour sera pour vous une révélation, vous y recevez la ‘véritable leçon’ des grands peintres français que vous admirez, Léger, Matisse, Bonnard, revus par un autre œil, c’est-à- dire décantés de toutes les apparences. »

## L'oeuvre

### L'abstraction géométrique à partir de 1965
Après son retour de New York, Guy de Rougemont change radicalement sa pratique artistique. Dès lors, quatre grandes périodes peuvent être esquissées dans sa carrière, définies à partir les formes géométriques qu'il utilise pour composer ses œuvres. Dès les années 1965, il introduit l’ellipse, qu’il développe sur la surface de sa toile. En 1967, à la demande de son ami Gérard Gaveau, responsable de la publicité pour les automobiles Fiat, il réalise son premier environnement dans le hall Fiat, sur les Champs-Élysées à Paris. Il place des toiles découpées en forme d’ellipses dans le lieu d’exposition, instaurant un dialogue entre l'art et l'automobile. À la suite de cet évènement, il crée ses premiers objets en volume. Durant la décennie 1970, il utilise le cylindre, une forme géométrique qu’il considère comme la parfaite combinaison de cercles et de lignes. Il l’utilise pour placer ses volumes polychromes dans l’espace, réalisant de grands cylindres, également surnommés « totems », « colonnes » ou encore « balises », qui prennent place dans l’espace urbain, comme sur la place Albert Thomas à Villeurbanne, ou dans l’espace intérieur, avec des sculptures de dimension réduite. La Mise en couleurs d’un musée, au Musée d’Art moderne de la Ville de Paris en 1974, marque l’apogée de son usage du cylindre. L’artiste recouvre les vingt colonnes du portique du musée de P.V.C coloré, de manière éphémère, jouant avec les frontières, plaçant son œuvre entre intérieur et extérieur, sur le parvis du musée. À la fin de la décennie et particulièrement durant les années 1980, l’artiste met de côté le cylindre, privilégiant la surface tramée. Il réalise l’une de ses oeuvres majeures en 1986, la mosaïque de marbres colorés qui orne le pavement du parvis Bellechasse, devant le musée d’Orsay. Finalement, à partir des années 2000 et jusqu’à la fin de sa vie, l’artiste déploie la ligne serpentine, marquant un retour à l’usage de formes courbes.

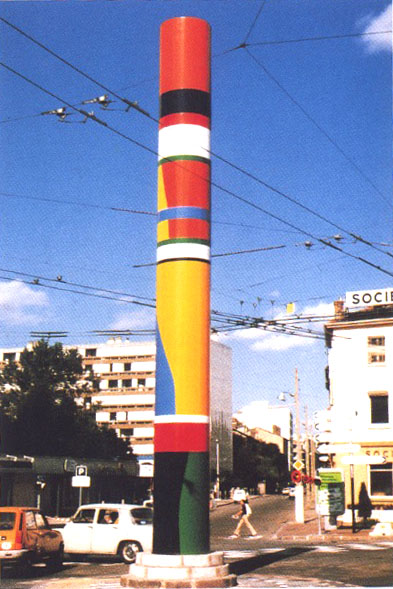
Totem, Place Albert-Thomas, Villeurbanne, 1981 © Archives Guy de Rougemont 2024

### Les sculptures et installations urbaines
Parmi ses nombreuses réalisations, citons celles de l’hôpital Saint-Louis, la gare du RER de Marne-la-Vallée, le parvis du musée d’Orsay, l’Hakone Open Air Museum au Japon, ou encore la place Albert-Thomas à Villeurbanne, l’Hofgarten de Bonn, le parc métropolitain de Quito en Équateur, le centre d’accueil et de soins de Nanterre, où il réalise une peinture murale de 300 mètres de long, les sculptures de l’autoroute A4 entre Châlon-en-Champagne et Sainte-Ménéhould, le tapis-dallage de 140 mètres de long et comportant 28 types de marbres colorés, dit "le grand ruban" situé dans le hall Pierre Beregovoy du bâtiment Colbert, au ministère des finances français situé dans le quartier de Bercy (Paris 12e). De nombreuses sculptures monumentales sont également commandées pour des collections privées à Dubaï, Marrakech et Majorque, entre autres.

### L'œuvre graphique

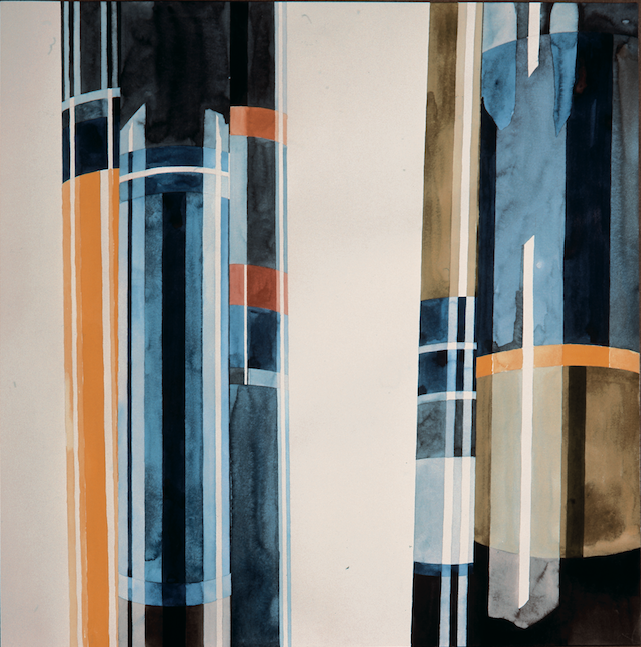
Colonnes, aquarelle © Archives Guy de Rougemont 2024

À sa pratique de la peinture et de l'aquarelle, s'ajoute la lithographie. Lors de son voyage à New York, Guy de Rougemont a aussi appris la technique de la sérigraphie, utilisée à l'origine par les Américains pour marquer les caisses de marchandises à partir du système de pochoir, qui a été plus tard reprise par des artistes pour leurs recherches graphiques. L’un d'eux était notamment Andy Warhol, que Guy de Rougemont a rencontré par l’intermédiaire de sa colocataire à New York, la peintre Marisol. À son retour en France, Guy de Rougemont réalise de nombreuses sérigraphies. Il est l'une des figures ayant introduit la pratique de la sérigraphie en France, au moment des événements de mai 1968, à l’Atelier populaire des beaux-arts. Il racontait à Laurent Gervereau, en 1988, comment cela s'est produit : « Le 14 mai, il doit être neuf heures et demi, dix heures du soir. Je rentre et il y a une assemblée générale. Dans cette assemblée générale, je reconnais un certain nombre de mes amis peintres qui m’aperçoivent, qui me font signe. L’atelier de lithographie des Beaux-Arts est en train de tirer une affiche… […] Je prends la parole et je dis que je connais un procédé rapide, facile, peu cher de mise en oeuvre… Et mes camarades, mes amis, me responsabilisent. Ils me disent : « c’est très bien, puisque tu sais ça, dès demain matin tu nous apportes le matériel et on démarre un atelier de sérigraphie… ». C'est ainsi qu'il est devenu le technicien de l’Atelier populaire de l'école des Beaux-Arts avec le jeune apprenti sérigraphe Éric Seydoux. Mais il a toujours maintenu qu’il n’avait pas dessiné lui-même d’affiches. Pendant plusieurs années, il a partagé son atelier du Marais, rue des Quatre Fils, avec son ami Éric Seydoux, avec lequel il réalisait des sérigraphies pour d'autres artistes et pour différents évènements sociaux.

### Les objets et le mobilier
Guy de Rougemont est aussi un créateur de mobilier. En 1969, pour son exposition à la galerie Suzy Langlois à Paris, il présente ses premiers "Volumes" en carton et édite son premier tapis, dit Tapis de forme libre, qui marquent le début de ses recherches en troisième dimension. En 1970, il dessine sa célèbre table Nuage ("nuage" coffee table, en anglais), pour le décorateur Henri Samuel, et la même année, il édite une lampe nuage et divers objets utilitaires, tel qu'un set de table, avec la Galerie Germain à Paris. 

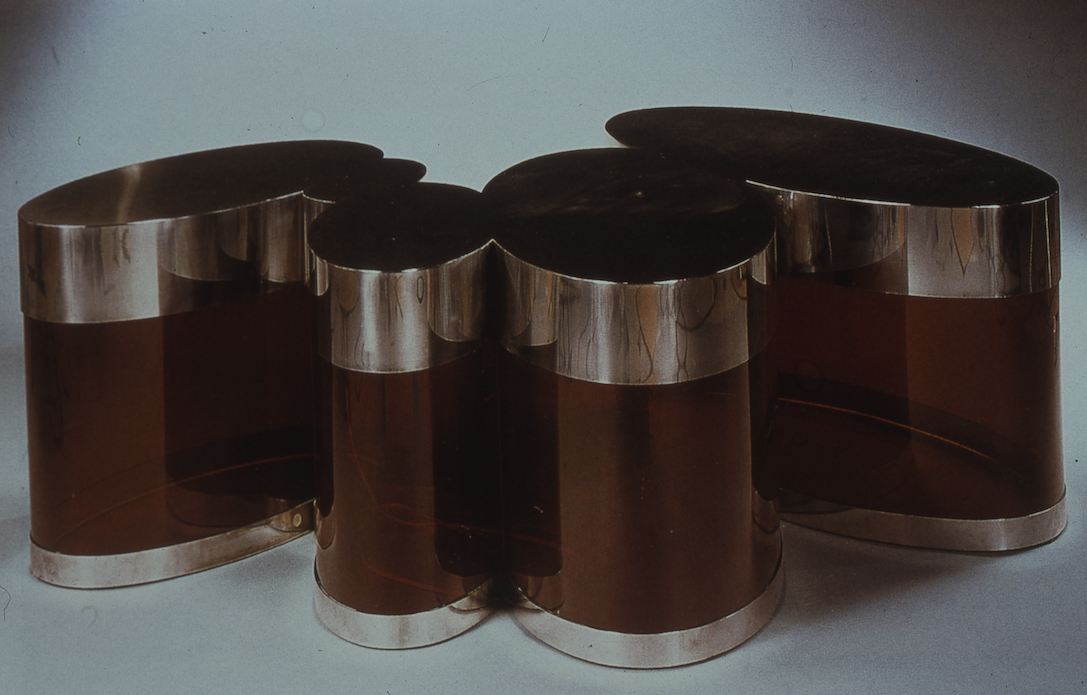
Table basse nuage, 1970 © Archives Guy de Rougemont 2024

En 1974, il collabore avec la Manufacture des Gobelins pour laquelle il crée une tapisserie, Les 7 piliers de la sagesse, présentée à la Biennale de la tapisserie de Lausanne de 1977.
À partir des années 1980, il édite plusieurs ensembles de mobilier avec Artcurial : le mobilier des Transparences, le Mobilier Diderot en 1986 et le Mobilier Du Deffand en 1989, en hommage à Madame du Deffand, célèbre épistolière du XVIIIe siècle, qui trois siècles auparavant, a vécu et tenu son Salon littéraire dans l’atelier de l’artiste, rue des Quatre-Fils.

## Les dernières années
Veuf de l'actrice Anne-Marie Deschodt (1938–2014), il vécut principalement à Marsillargues,,, pendant ses dernières années. Il a continué à collaborer avec la galerie Diane de Polignac à Paris, avec laquelle il réalise des pièces de mobilier et des expositions, ainsi qu'avec la Galerie du Passage, où il expose pour la dernière fois en 2017.

### Reconnaissance et postérité
Membre de l'Institut, il fut élu membre de l'Académie des Beaux-Arts, section de peinture, le 17 décembre 1997 au fauteuil de Jean Bertholle. Il était commandeur de l'Ordre des Arts et des Lettres.
En 2022, il bénéficie d'une exposition "Hommage à Guy de Rougemont" au Centre Bouvet-Ladubay de Saumur (Val de Loire), organisée avec la participation de la galerie Diane de Polignac. Ses oeuvres sont également présentes dans d'importantes collections, notamment au Musée d'Art moderne de Paris, au Musée des Arts Décoratifs, au Musée Internationale de la Résistance Salvador Allende (Santiago du Chili), au Centre national des arts plastiques et au Musée d'art moderne et contemporain de Saint-Étienne.
Guy de Rougemont n'a pas eu d'enfants. L'indivision formée par ses héritiers — son frère, sa soeur Anne et ses neveux — est gérée par son neveu Laurent de Rougemont et son épouse Sophie de Rougemont.

## Les expositions

### Les expositions personnelles et collectives (sélection)
- Exposition personnelle, Galerie Suzy Langlois, Paris, 1969.
- Expositions collectives, Galerie Karl Flinker, Paris, 1965, 1980[29].
- Expositions personnelles, Galerie Cupillard, Grenoble, 1974, 1983
- Expositions personnelles, Galerie Pascal Gabert, Paris, 1987, 1992[30], 2005, 2007.
- Exposition personnelle, Galerie Gamarra y Garrigues[31], Madrid, 1988, 1989 (FIAC), 1990 (ARCO collectif )
- Expositions personnelle et collective, Galerie Maeght, Paris et Barcelone, 1998[32], 1999.
- Rétrospective Rougemont au musée d'Art moderne de la Ville de Paris, Paris, 1974.Vue de l'exposition au Musée des Arts décoratifs, Paris, 1990 © Archives Guy de Rougemont 2024

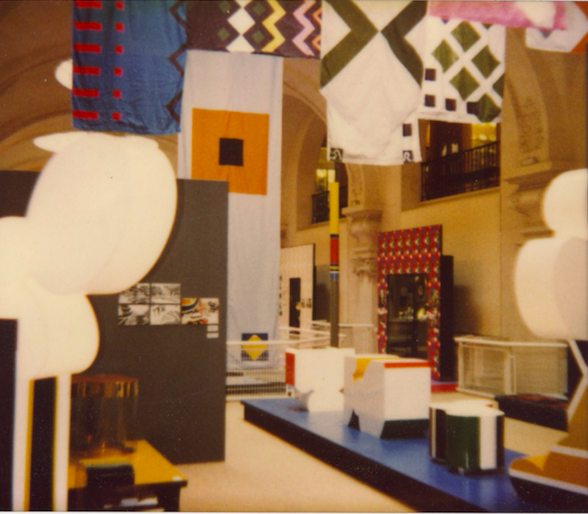
Vue de l'exposition au Musée des Arts décoratifs, Paris, 1990 © Archives Guy de Rougemont 2024

- Rétrospective Rougemont, Espaces publics et Arts décoratifs 1965-1990, au musée des Arts décoratifs, Paris, du 22 mai au 19 août 1990. À cette occasion, les textes d’Yvonne Brunehammer, de Daniel Marchesseau, de Bernard Chapuis et de Bernard Minoret sont publiés dans le catalogue d’exposition.
- Expositions personnelles, Galerie du Passage, Paris, 2003[33], 2010, 2017.
- Rougemont, l'aquarelle et son double, Galerie Anne Clergue, Arles, du 11 septembre au 3 octobre 2020.
- Hommage à Guy de Rougemont, Centre Bouvet-Ladubay, Saumur, du 4 juin au 2 octobre 2022.

### Participation à des foires et salons
- Salon de Mai, Paris, 1966
- Salon de Mai, La Havane, 1967
- Salon de la Jeune Peinture, Paris, 1968, 1969, 1970, 1971
- Biennale Internationale de l’Estampe, Paris, 1968
- Biennale de l’Estampe de Tokyo, 1969
- Salon des Réalités Nouvelles, Paris, 1970
- Salon Grands et Jeunes d’Aujourd’hui, Paris, 1975, 1976, 1977
- Biennale de la tapisserie de Lausanne, 1977, 1979
- Salon de Montrouge, 1980, 1981, 1982, 1983, 1987
- Salon des Artistes Décorateurs, 1985
- Rétrospective, Pavillon des Arts et du Design (PAD) Tuileries, Paris, Galerie Diane de Polignac, 2013[6]